# A.J. Foyt
Anthony Joseph Foyt Jr., mest känd som A.J. Foyt, född 16 januari 1935 i Houston i Texas, är en amerikansk racerförare.

## Racingkarriär
Foyt körde i Indianapolis 500 35 år i rad 1958-1992, vilket är ett rekord. Han körde således i de lopp som ingick formel 1-VM 1958-1960 och slutade då som bäst tia i Indianapolis 1959.
Han vann Indianapolis 500 fyra gånger, 1961, 1964, 1967 och 1977, vilket är ett rekord han delar med Al Unser, Rick Mears och Hélio Castroneves. Han vann även Le Mans 24-timmars tillsammans med Dan Gurney 1967 och Daytona 500 1972. Foyt den ende föraren som vunnit samtliga dessa tre tävlingar. 
Foyt vann sammanlagt 67 lopp och sju mästerskapstitlar och blev invald i International Motorsports Hall of Fame 2000. Han driver numera IndyCar-stallet A.J. Foyt Enterprises, dock har stallets framgångar varit begränsade efter hans tid som förare. Dock vann stallet 1998 års säsong och 1999 års Indianapolis 500 med Kenny Bräck som förare.

## F1-karriär
| Säsong | Stall/Tillverkare                                | Poäng | Placering |
| ------ | ------------------------------------------------ | ----- | --------- |
| 1958   | Dean Van Lines (Kuzma-Offenhauser)               | 0     | –         |
| 1959   | A E Dean (Kuzma-Offenhauser)                     | 0     | –         |
| 1960   | Bignotti-Bowes Racing (Kurtis Kraft-Offenhauser) | 0     | –         |

## USAC National Championship

### Segrar
| Nr | Bana             | År   |
| -- | ---------------- | ---- |
| 1  | DuQuoin          | 1960 |
| 2  | Indiana          | 1960 |
| 3  | Sacramento       | 1960 |
| 4  | Arizona          | 1960 |
| 5  | Indianapolis 500 | 1961 |
| 6  | Langhorne        | 1961 |
| 7  | DuQuoin          | 1961 |
| 8  | Indiana          | 1961 |
| 9  | Trenton          | 1962 |
| 10 | Milwaukee        | 1962 |
| 11 | Langhorne        | 1962 |
| 12 | Sacramento       | 1962 |
| 13 | Trenton          | 1963 |
| 14 | Langhorne        | 1963 |
| 15 | Trenton          | 1963 |
| 16 | DuQuoin          | 1963 |
| 17 | Trenton          | 1963 |
| 18 | Phoenix          | 1964 |
| 19 | Trenton          | 1964 |
| 20 | Indianapolis 500 | 1964 |
| 21 | Milwaukee        | 1964 |
| 22 | Langhorne        | 1964 |
| 23 | Trenton          | 1964 |
| 24 | Springfield      | 1964 |
| 25 | DuQuoin          | 1964 |
| 26 | Indiana          | 1964 |
| 27 | Sacramento       | 1964 |
| 28 | Trenton          | 1965 |
| 29 | Springfield      | 1965 |
| 30 | Indiana          | 1965 |
| 31 | Trenton          | 1965 |
| 32 | Phoenix          | 1965 |
| 33 | Indianapolis 500 | 1967 |
| 34 | Springfield      | 1967 |
| 35 | DuQuoin          | 1967 |
| 36 | Trenton          | 1967 |
| 37 | Sacramento       | 1967 |
| 38 | Castle Rock      | 1968 |
| 39 | Springfield      | 1968 |
| 40 | Sacramento       | 1968 |
| 41 | Hanford          | 1968 |
| 42 | Indiana          | 1969 |
| 43 | Phoenix          | 1971 |
| 44 | Trenton          | 1973 |
| 45 | Pocono           | 1973 |
| 46 | Ontario          | 1974 |
| 47 | Trenton          | 1974 |
| 48 | Ontario          | 1975 |
| 49 | Ontario          | 1975 |
| 50 | Trenton          | 1975 |
| 51 | Milwaukee        | 1975 |
| 52 | Pocono           | 1975 |
| 53 | Michigan         | 1975 |
| 54 | Phoenix          | 1975 |
| 55 | Texas            | 1976 |
| 56 | Michigan         | 1976 |
| 57 | Ontario          | 1977 |
| 58 | Indianapolis 500 | 1977 |
| 59 | Mosport Park     | 1977 |
| 60 | Texas            | 1978 |
| 61 | Silverstone      | 1978 |
| 62 | Ontario          | 1979 |
| 63 | Texas            | 1979 |
| 64 | Milwaukee        | 1979 |
| 65 | Pocono           | 1979 |
| 66 | Texas            | 1979 |
| 67 | Pocono           | 1981 |